# Konstancja Gładkowska
Konstancja Gładkowska, provdána Grabowska, (2. června 1810, Varšava – 20. prosinec 1889, Skierniewice) byla polská zpěvačka, múza a první láska Fryderyka Chopina.

## Životopis
Její kmotrou byla nemanželská dcera Stanislava II. Augusta Poniatowského, Konstancja Żwanowa. Studovala na konzervatoři a v roce 1829 na koncertě sólistů potkala Fryderyka Chopina, pro kterého se stala zdrojem inspirace. Když Chopin v roce 1830 odjížděl z Polska, zpívala na jeho rozlučkové sešlosti. Po roce si přestali dopisovat. V roce 1832 se provdala za Józefa Grabowskiego a žila na jeho panství, v Raduczu u Rawy Mazowieckiej. Manželství bylo šťastné, měli spolu 5 dětí. V roce 1845 Konstancja Gładkowska trvale oslepla. V roce 1878 její muž zemřel a ona se o rok později přestěhovala do Skierniewic, kde po jedenácti letech i zemřela. Je pochována v Babsku.
V Skierniewicích, v domě, kde bydlela, bylo zřízeno její malé muzeum..